# Cheiracanthium longipes
Cheiracanthium longipes is een spinnensoort uit de familie Cheiracanthiidae.
De wetenschappelijke naam van de soort werd in 1890 als Eutittha longipes gepubliceerd door Tord Tamerlan Teodor Thorell.